# Dolní Líšnice
Dolní Líšnice je malá vesnice, část obce Solenice v okrese Příbram ve Středočeském kraji. Nachází se asi jeden kilometr západně od Solenic. Vesnicí protéká Líšnický potok. Je zde evidováno 31 adres. V roce 2011 zde trvale žilo dvanáct obyvatel.
Dolní Líšnice je také název katastrálního území o rozloze 2,83 km².

## Historie
První písemná zmínka o vesnici pochází z roku 1380.

## Obyvatelstvo
| Rok            | 1869 | 1880 | 1890 | 1900 | 1910 | 1921 | 1930 | 1950 | 1961 | 1970 | 1980 | 1991 | 2001 | 2011 | 2021 |
| -------------- | ---- | ---- | ---- | ---- | ---- | ---- | ---- | ---- | ---- | ---- | ---- | ---- | ---- | ---- | ---- |
| Počet obyvatel | 80   | 73   | 79   | 60   | 57   | 50   | 47   | 34   | 41   | 27   | 14   | 11   | 10   | 12   | 15   |
| Počet domů     | 10   | 10   | 10   | 11   | 11   | 11   | 11   | 16   | 16   | 6    | 5    | 9    | 9    | 8    | 8    |

## Obecní správa
Při sčítání lidu v letech 1850–1909 Dolní Líšnice byla osadou obce Nepřejov v okrese Příbram. V letech 1910–1960 byla osadou obce Větrov v okrese Příbram. Od 12. června 1960 je částí obce Solenice v okrese Příbram.